# Moskébranden i Trollhättan 1993
Moskébranden i Trollhättan 1993 skedde natten den 14 augusti 1993, då Trollhättans moské sattes i brand av nynazister. Moskén brann ner till grunden efter att bland annat molotovcocktails kastats in genom ett trasigt fönster. Branden blev uppmärksammad världen över.

## Bakgrund
Branden skedde under en tid då Trollhättan pekades ut som ett av de större nazistfästena i Sverige. På kvällen den 14 augusti 1993 samlades tre tonårskillar i en skogsdunge i stadsdelen Lextorp i Trollhättan. En av de triggade händelserna till branden var att flyktingförläggningar hade satts i brand i Tyskland, och gärningsmännen ville göra något liknande i Sverige. De diskuterade att bränna ner en romersk-katolsk gudstjänstlokal, innan de enades om att bränna ner Trollhättans moské.
Gärningsmännen fyllde en flaska med bensin och hushållspapper, och tillverkade på så vis en hemmagjord molotovcocktail, som de tände på och kastade in genom ett fönster på moskén. Det tog en stund för branden att ta fart, men efter ett par timmar var moskén övertänd och utom räddning.

## Efter branden
Till en början kunde inga gärningsmän gripas för branden. Det förekom i efterspelet att gärningsmännen sympatiserade med de främlingsfientliga organisationerna Vitt Ariskt Motstånd och Sverigedemokraterna. En av gärningsmännen var under 16 år och tog livet av sig efter en polisjakt i Trollhättan.
Den nuvarande moskén är större och byggd på samma plats som där den förutvarande moskén var placerad.